# Xenopus victorianus
Xenopus victorianus es una especie de anfibio anuro de la familia Pipidae.

## Distribución geográfica
Esta especie se encuentra:
- en Sudán del Sur;
- en el oeste de Kenia;
- en Uganda;
- en el norte de Tanzania;
- en Ruanda;
- en Burundi;
- en el este de la República democrática del Congo.[5]

## Publicación original
- Ahl, 1924 : Über eine Froschsammlung aus Nordost-Afrika und Arabien. Mitteilungen aus dem Zoologischen Museum in Berlin, vol. 11, p. 1-12.[6]